# Caminhos do Paraná
A Caminhos do Paraná S/A é uma concessionária que operou o Lote 4 do Anel de Integração do Paraná. Iniciou suas operações em 1997, quando começaram suas atividades administrativas. Sua sede se encontra na cidade de Irati. Após o fim da concessão rodoviária de 1997, a concessionária entrou em um acordo com o estado do Paraná para manter os serviços de atendimento no lote que operava. Desde março de 2022, não opera nenhum trecho rodoviário.
A concessionária teve sob sua responsabilidade um trecho de 405,8 Km de extensão. O lote compreendia as rodovias BR-277, de Guarapuava ao trevo de São Luís do Purunã; BR-373, entre o Trevo de Caetano e o Trevo de Relógio; BR-476, entre Lapa e Araucária, e PR-427, entre Porto Amazonas e Lapa. Além disso, a concessionária recuperou e manteve o trecho de acesso de 17,1 Km que liga a BR-277 ao município de Teixeira Soares.

## História
Em 1996, dada a escassez de recursos públicos para o investimento na malha viária do país, o Presidente da República sancionou a lei 9.277, de 10/05/1996, autorizando a União a delegar estradas federais aos Estados. A partir daí, e considerando as péssimas condições em que se encontravam as rodovias paranaenses, o Governo do Paraná iniciou o processo de concessão de mais de 2 mil Km de estradas paranaenses à iniciativa privada.
O Estado pôde redirecionar os recursos públicos, a partir daquele momento, para a área social, passando a dividir o financiamento das obras de recuperação, ampliação da capacidade e conservação das rodovias somente com quem as utiliza.
Em novembro de 1997, as seis empresas vencedoras do processo de licitação assinaram com o Governo do Estado, e com a anuência do Departamento Nacional de Estradas de Rodagem (DNER), os contratos de concessão, documentos-base que já definiram os investimentos a serem realizados ao longo dos 24 anos de concessão, as tarifas iniciais e o indexador que seria utilizado, bem como as previsões de fluxo para cada rodovia. A previsão de fluxo tem duas finalidades imediatas: definir o nível de deterioração sofrido pela rodovia e dar indícios de quanto dinheiro seria arrecadado pelas concessionárias.
As obras iniciais começaram também em 1997. Depois de conferir condições mais seguras de tráfego às rodovias, seis meses depois, as concessionárias iniciaram a cobrança da tarifa de pedágio. Porém apenas 50 dias depois, por meio de ato unilateral, o Governo do Estado baixou as tarifas em 50%, em média. Apenas em março de 2000 a Justiça reverteu a ação governamental, restituindo os valores cobrados ao patamar original.
Em 28 de novembro de 2021, com o fim do contrato de concessão entre o governo e as concessionárias que administravam diversas rodovias no Estado do Paraná, ocorreu a liberação da cancelas dos pedágios até que fossem realizadas novas concessões, previstas para serem realizadas gradualmente, a partir de agosto de 2023.